# Phthonoloba graphica
Phthonoloba graphica là một loài bướm đêm trong họ Geometridae.